# Pourquoi Pas Island

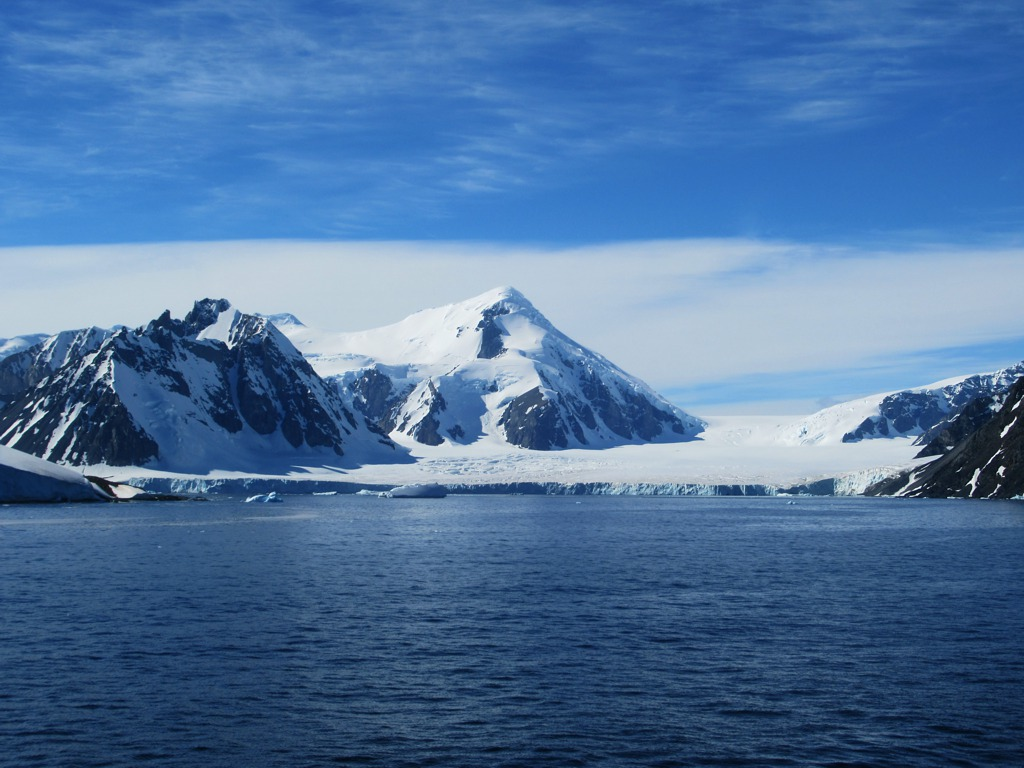
Dalgliesh Bay (2022)

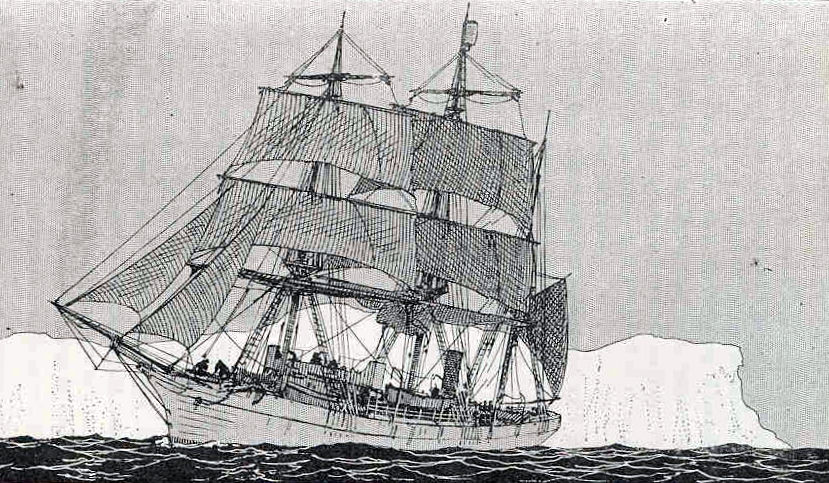
Statek „Pourquoi-Pas?” (1917)

Pourquoi Pas Island – wyspa antarktyczna na Morzu Bellingshausena, w północno-wschodniej części Zatoki Małgorzaty u Fallières Coast – zachodniego wybrzeża Ziemi Grahama. 

## Nazwa
Wyspa została nazwana przez Brytyjską Ekspedycję do Ziemi Grahama (ang. British Graham Land Expedition, (BGLE)) pod dowództwem Johna Rymilla (1905–1968), a jej nazwa pochodzi od francuskiego statku polarnego „Pourquoi-Pas?” – statku wypraw Jeana-Baptisty Charcota (1867–1936).

## Geografia
Pourquoi Pas Island leży na Morzu Bellingshausena, w północno-wschodniej części Zatoki Małgorzaty u Fallières Coast – zachodniego wybrzeża Ziemi Grahama, między Bigourdan Fjord i Bourgeois Fjord . Od Blaiklock Island oddziela ją kanał The Narrows .
Wyspa liczy ok. 27 km długości, a jej szerokość waha się od 8 do 18 km . Zbudowana ze skał wulkanicznych, ma charakter górzysty . Jej najwyższy szczyt to Mount Verne (1630 m)   Od Dalgliesh Bay rozciąga się V-kształtny system lodowców – jego jedno ramię biegnie na północ, odgradzając od zachodu masyw Perplex Ridge, drugie – na wschód do Nemo Cove, odgradzając pasmo gór wysokich wraz z Mount Verne od południa. Północno-wschodnią część wyspy pokrywają śniegi Mount Arronax (1540 m) – drugiego pod względem wysokości szczytu wyspy .  

## Historia
Pourquoi Pas Island została odkryta przez piątą francuską wyprawę antarktyczną w latach 1908–1910 pod przywództwem Jeana-Baptisty Charcota (1867–1936) . Wyprawa francuska zmapowała wówczas jej południowo-zachodnią stronę, nie uznając jej za wyspę .
Cała wyspa została zmapowana w 1936 roku przez Brytyjską Ekspedycję do Ziemi Grahama pod dowództwem Johna Rymilla (1905–1968) . 
3 listopada 1965 roku David Matthews i J. Steen dokonali pierwszego wejścia na Mount Verne .